# Țar
Țar (în limba bulgară цар, în limba rusă царь) a fost un titlu folosit  de monarhii autocrați ai primului și celui de-al doilea Imperiu Bulgar începând cu anul 913, ai Serbiei pe la mijlocul secolului al XIV-lea și ai Imperiului Rus din 1547 până în 1917, (deși termenul a fost folosit oficial doar până în 1721, când Petru cel Mare s-a intitulat Împărat).

## Istoria termenului
Titlul de țar a fost folosit în Bulgaria de Simeon I al Bulgariei după o victorie decisivă împotriva Imperiului Bizantin în anul 913. Titlul a fost folosit de urmașii lui Simeon până la căderea Bulgariei sub stăpânirea Imperiului Otoman în anul 1396. După eliberarea Bulgariei de sub jugul otoman în 1878, noii monarhi au adoptat din nou titlul de Țar și l-au folosit din anul 1908 și până la abolirea monarhiei din 1946.
În 1547 Ivan al IV-lea al Rusiei și-a schimbat titlul din cel de „Veliki Kniaz (Mare Kneaz) a toată Rusia” în acela de „Țar a toată Rusia” ca un simbol al schimbării în natura statului rus. În 1721 Petru I, supranumit mai apoi „Petru cel Mare”, a adoptat titlul de Împărat (Император [Imperator]), titlu folosit din acel moment în mod oficial de el și de urmașii lui, titlul de Țar fiind folosit în mod alternativ și neoficial. 
Titlul de „Țar” a fost folosit de asemenea de regii sârbi pe la mijlocul secolului al XIV-lea. 
Deseori cuvântul țar este tradus aproximativ ca împărat deși provine din „cezar”, cuvânt care nu este echivalent cu împărat. În limbile slave de exemplu, titlul Împăratului Japoniei era tradus ca „Țar al Japoniei”. În 1721 țarul Petru cel Mare și-a luat titlul de Imperator (Împărat) care, cel puțin oficial, a înlocuit vechiul titlu de țar, care a mai fost folosit doar la periferia imperiului. 
Cuvântul „țar” este uneori folosit în mod greșit pentru numirea monarhilor ruși sau bulgari care nu au fost încoronați în mod oficial țari. 
Domeniul pe care îl conducea un țar era denumit uneori țarat.

## Etimologie
Cuvântul țar este cel mai probabil derivat din titlul latin Cezar pe calea limbii slavone țesar (цесарь).
În Europa titlul de împărat era unic și era detinut numai de conducătorul imperiului roman. Împăratul romanilor desemna și cațiva cezari dintre membrii familiei regale, care puteau succeda la domnie. Cuvantul cezar în limba latină avea sensul de conducător secund, imediat sub împărat. În Imperiul Roman de Răsărit, cezarii erau pretendenții la domnie. Bulgarii au ales termenul „cezar” și nu împărat întrucât nu puteau pretinde tronul de la Constantinopole. Titlul de țar este echivalent cu titlul de rege, asa cum l-au echivalat și unii sârbi. Un „imperiu” de mărimea Bulgariei nu se putea compara cu imperiile milenare. 
Cuvântul țar este înrudit cu  termenul german Kaiser și cu termenul gotic Káisar. Contracția цесарь în царь a apărut pe calea scrierii rapide a titlurilor în vechile manuscrise bisericești slavone (vezi și articolul tilo). Un astfel de exemplu se găsește în cele mai vechi copii ale manuscrisului slavon Cronica anilor de odinioară (Повесть временных лет).

## Imperium maius
În Europa creștină folosirea titlului de împărat este mai mult decât o chestiune de paradă. Un rege recunoaște că biserica îi este egală sau chiar superioară în problemele religioase, împărații se consideră superiori. Această atitudine poate fi ilustrată de Henric al VIII-lea al Angliei care a început să folosească cuvântul imperium în disputa sa cu papa asupra primului său divorț. Afirmând că sunt împărați, conducătorii Rusiei își arogau și funcția de șefi ai bisericii ortodoxe și nu recunoșteau nici o autoritate mai mare în problemele credinței cu excepția lui Dumnezeu.

## Rusia

### Titlul complet al țarilor Rusiei
Titlul complet al împăraților ruși începea cu Prin mila lui Dumnezeu, Împărat și Autocrat al Întregii Rusii  (Божию Милостию, Император и Самодержец Всероссийский) după care urma lista teritoriilor peste care se întindea autoritatea lui. 
În conformitate cu articolul 59 din Constituția Rusă din 23 aprilie 1906,  „... titlul complet al Maiestății Sale Imperiale este după cum urmează: Noi, ------ prin mila lui Dumnezeu, Împărat și Autocrat al Întregii Rusii, Țar al Moscovei, Kievului, Vladimirului, Novgorodului, Astrahanului, Poloniei, Siberiei, Crimeii, Georgiei, Stăpân al Pskovului, Mare Duce de Smolensk, Lituania, Volkinia, Podolia și Finlanda, Prinț de Estonia, Livonia, Curlanda și Semgalle, Samogiția, Bialostok, Karelia, Tver, Iugoria, Perm, Viatka, Bulgaria și al altor țări, Stăpân și Mare Duce al Novgorodului de Jos, Cernigov, Riazan, Poloțk, Rostov, Iaroslav, Belosero, Oudoria, Obdoria, Condia, Vitebsk și a toată Regiunea de Nord, Stăpân și Suverean al Ținutului Iveriei, Kartaliniei, Kabardinei și al Provinciilor Armenești, Suveran al Prinților Montani și Circasieni, Stăpân al Turkestanului, Duce de Schleswig, Holstein, Stormarn, Ditmarschen și Oldenburg, Prinț Moștenitor de Norvegia, și așa mai departe, și așa mai departe, și așa mai departe. De exemplu, Nicolae al II-lea era denumit astfel (comparați scrierea arhaică): 
Божію Поспѣшествующею Милостію МЫ, НИКОЛАЙ ВТОРЫЙ ИМПЕРАТОРЪ и САМОДЕРЖЕЦЪ ВСЕРОССІЙСКІЙ
Московский, Кіевскій, Владимірскій, Новгородскій,
Царь Казанскій, Царь Астраханскій, Царь Польскій, Царь Сибирскій, Царь Херсониса Таврическаго, Царь Грузинскій,
Государь Псковскій, и
Великій Князь Смоленскій, Литовскій, Волынскій, Подольскій и Финляндскій;
Князь Эстляндскій, Лифляндскій, Курляндскій и Семигальскій, Самогитскій, Бѣлостокский, Корельскій,
Тверскій, Югорскій, Пермскій, Вятскій, Болгарскій и иныхъ;
Государь и Великій Князь Новагорода низовскія земли, Черниговскій, Рязанскій, Полотскій,
Ростовскій, Ярославскій, Бѣлозерскій, Удорскій, Обдорскій, Кондійскій, Витебскій, Мстиславскій и
всея Сѣверныя страны Повелитель; и
Государь Иверскія, Карталинскія и Кабардинскія земли и области Арменскія;
Черкасскихъ и Горскихъ Князей и иныхъ Наслѣдный Государь и Обладатель;
Государь Туркестанскій;
Наслѣдникъ Норвежскій,
Герцогъ Шлезвигъ-Голстинскій, Стормарнскій, Дитмарсенскій и Ольденбургскій, и прочая, и прочая, и прочая.

### Titlurile membrilor familiei Țarului Rusiei
Țarița (царица) este termenul folosit pentru Împărăteasă, mai cunoscut fiind însă numele incorect de țarină. În Imperiul Rus, titlul oficial era cel de Împărăteasă, (Императрица). Țarița (Împărăteasa) putea fi ea conducătoarea statului sau doar soția țarului.
Țesarevici  (Цесаревич) ("fiul țarului") este titlul folosit de primul moștenitor masculin, titlul complet fiind acelea  Naslednik Țesarevici Наследник Цесаревич (Moștenitorul Țesarevici), prescurtat informal și  Naslednik (Moștenitor).
Țarevici (царевич) era titlul pentru un fiu. În vechime titlul era folosit în locul celui de "Țesarevici" (Цесаревич). Un fiu care nu era primul moștenitor era denumit Velikii Kniaz (Великий Князь) (Mare Duce ). Mai apoi, termenul a fost folosit și pentru nepoții pe linie masculină. 
Țarevna (царевна) era termenul folosit pentru o fiică sau o nepoată a Țarului sau a Țariței. Titlul oficial era  Velikaia Kniaginia (Великая Княгиня), tradus ca Mare Ducesă sau Mare Prințesă.
Țesarevna (Цесаревна) era soția Țesareviciului.

## Articole înrudite
În următoarele articole vor fi întâlniți țari printre alți conducători:
- Lista monarhilor bulgari
- Lista monarhilor sârbi
- Lista monarhilor ruși

- Istoria Bulgariei
- Istoria Rusiei
- Istoria Finlandei
- Istoria Belarus
- Istoria Ucrainei
- Istoria Poloniei
- Liste ale beneficiarilor